# Koen Metsu
Koen Metsu, né le 23 juillet 1981, est un homme politique belge, membre de la Nieuw-Vlaamse Alliantie (N-VA). Il est député à la Chambre des représentants.

## Biographie
Koen Metsu nait le 23 juillet 1981.
Il devient bourgmestre d'Edegem à la suite des élections communales de 2012. Il est réélu lors des élections de 2018.
Aux élections législatives fédérales de 2014, Koen Metsu est élu à la Chambre des Représentants. Il est réélu en 2019 et en 2024,.

## Décorations
- Chevalier de l'ordre de Léopold (2024)[5]